# Дорн, Эдвард
Эдвард Мертон Дорн (англ. Edward Merton Dorn; 2 апреля 1929 г. – 10 декабря 1999 г.) – американский поэт и педагог, часто ассоциируемый с поэтами движения Чёрной горы. Его самое известное произведение – «Стрелок» которое он начал писать в 1968 и закончил в 1975.

## Биография
Дорн не знал своего отца; его мать была голландского происхождения. 
Вырос в бедности во времена Великой депрессии. Восьмилетку окончил в школе где была одна комната. Позже он учился в Иллинойсском университете и колледже Блэк-Маунтин (1950–1955). В Блэк-Маунтин он познакомился с Чарльзом Олсоном, который оказал огромное влияние на его литературное мировоззрение и самоощущение как поэта.
Учился в Университете Иллинойса, позже преподавал в Университете штата Айдахо и опубликовал свой первый сборник стихов «Недавно падшие» в 1961 году. 
Некоторое время он жил в Великобритании, где преподавал на кафедре литературы в Университете Эссекса. 
Был увлечен культурой американского Запада, и в своих стихах, опубликованных в Geography (1965) и North American Turbine (1967), он написал поэтическую автобиографию. 
Между 1968 и 1975 годами он опубликовал четырехтомную поэму «Стрелок», в которой он экспериментировал формально и сосредоточился на мире внутреннего опыта. 
По его рекомендации в 1994 году писательница Люсия Берлин начала свою карьеру профессора в Университете Колорадо. 

## Известные работы
- «Шошоны» (1965),
- «Привет, Ла-Хойя» (1978),
- «Отвращение» (1989)
- «Свидание на Высоком Западе: Образец» (1997).